# Pierlas
Pierlas (Pierlas anche in italiano, Pièrlas in occitano) è un comune francese di 99 abitanti (al 1º gennaio 2022) situato nel dipartimento delle Alpi Marittime della regione della Provenza-Alpi-Costa Azzurra.

## Società

### Evoluzione demografica
Abitanti censiti